# Oca de collar
L'oca de collar (Branta bernicla) és una espècie d'ocell de la família dels anàtids i de l'ordre dels anseriformes, considerada una oca.
L'oca de collar fa uns 55-62 cm de llargada i té com a tret característic una taca blanca als laterals del coll, que a vegades no és visible en els exemplars joves durant el primer any. Té una envergadura d'1,1-1,21 m i un pes d'1,2-1,6 kg. Té el cap i el coll negres, el cos gris fosc i les infracobertores caudals blanques, i una longevitat de 12-15 anys.

## Hàbitat
Cria a la tundra i passa l'hivern a les costes atlàntiques del centre d'Europa. La seva presència als Països Catalans és molt estranya a l'hivern i excepcional a l'estiu.

A l'hivern, aquesta oca de costes baixes és comuna i cada vegada més mansoia en moltes zones; arriba fins estuaris i ports i fins i tot menja en camps al costat de carreteres amb la marea alta. Les bandades solen estar a l'aigua, cabussant-se com els ànecs per cercar aliment. Amb la marea baixa solen estar disperses entre el fang i els estuaris. Els seus agradables reclams, de tipus gruny, tenen un llarg abast i són típics de molts estuaris d'octubre a març. Encara que una mica més llarga que l'ànec collverd, aquesta sol semblar molt més gran.
A la península ibèrica es pot trobar de desembre a febrer.
- Veu: rronk rronk rítmic, profund, gutural, que crea un cor fort en grans ramades.
- Niu: revestit de plomes en el sòl, prop d'una bassa poc profunda; 4-6 ous; 1 niada; maig-juny.
- Alimentació: menja Zostera marina i algues en zones fangoses, cereals i herba dels camps.
- Vol: ràpid, fort, aleteigs profunds i ràpids; en masses irregulars o llargues fileres.

## Subespècies
- Branta bernicla Hrota (Irlanda, nord-est d'Anglaterra).
- Branta bernicla Nigricans (divagant per Nord-amèrica).

## Espècies similars
Oca de galta blanca (Branta leucopsis).

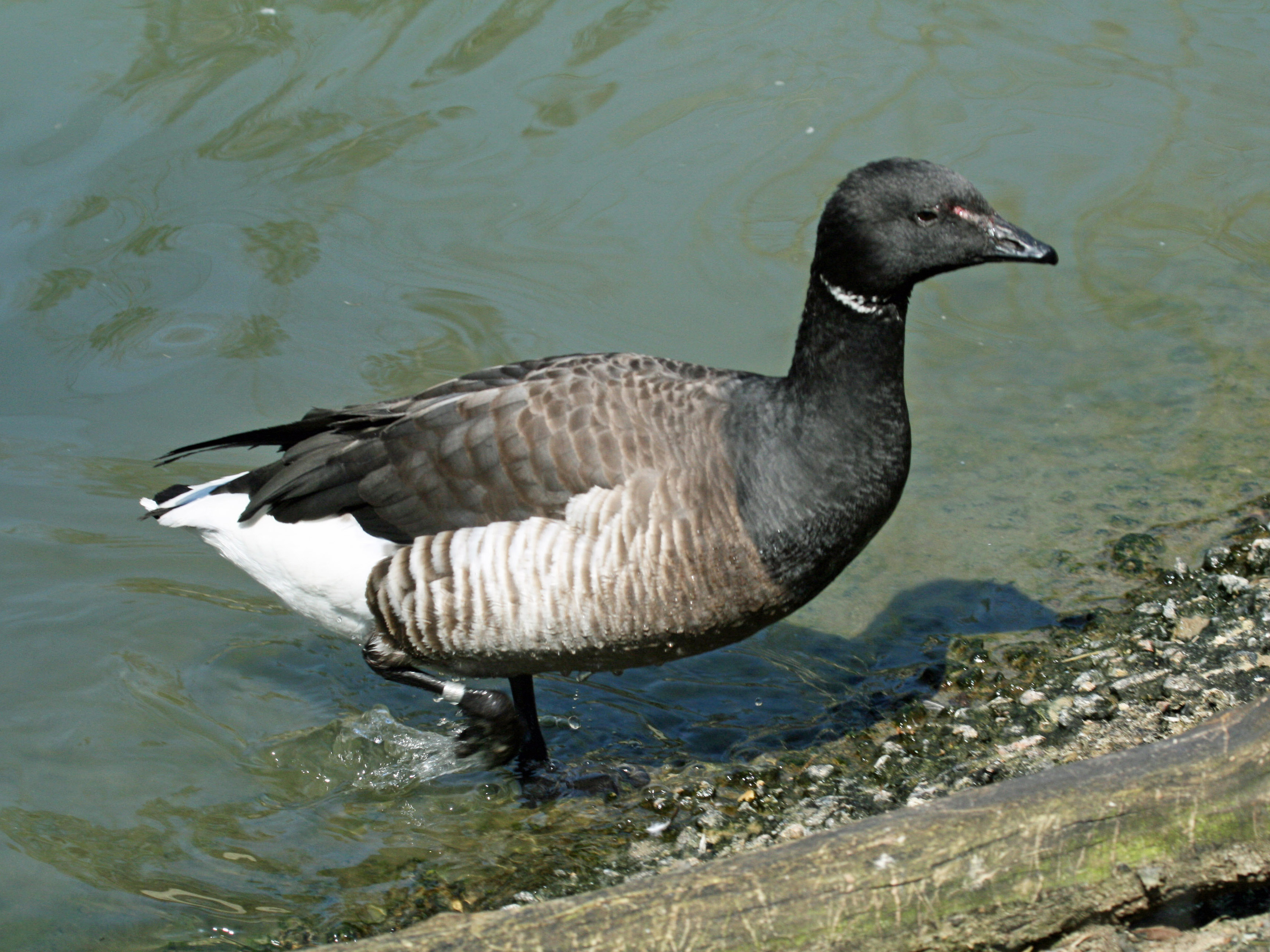
Branta bernicla hrota

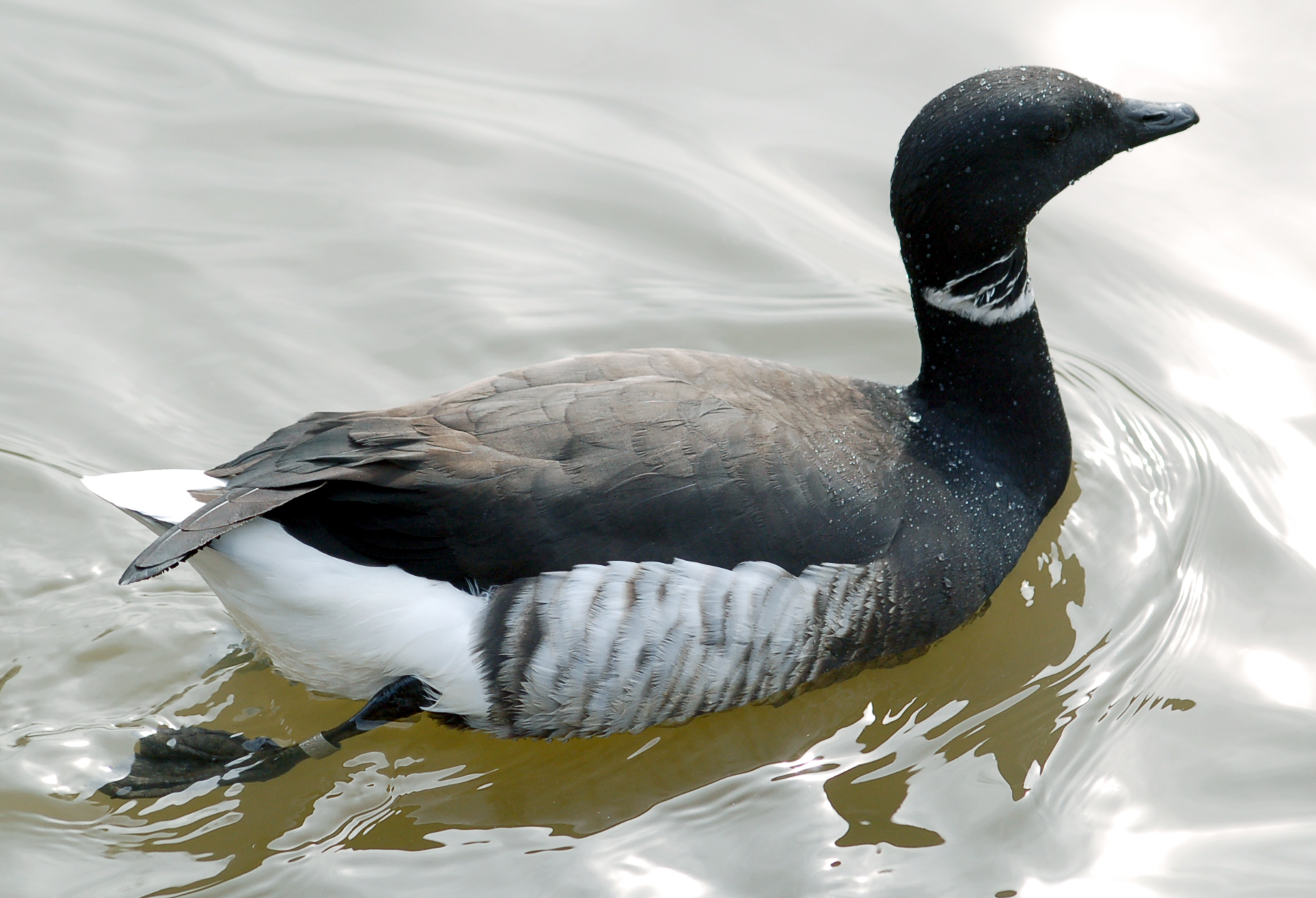
Branta bernicla Nigricans

Oca del Canadà (Branta canadensis).